# Rogers (Arkansas)
Rogers város az USA Arkansas államában, Benton megyében. Lakosainak száma 69 908 fő (2020. április 1.).

## Népesség
A település népességének változása:
| Lakosok száma | 1265 | 55 964 | 57 539 | 69 908 |
|               | 1890 | 2010   | 2011   | 2020   |